# HFC Haarlem
O HFC Haarlem foi um clube holandês de futebol da cidade de Haarlem, fundado em 1 de outubro de 1889. Conquistou o título nacional holandês em 1946 e chegou a cinco finais da Copa da Holanda, vencendo em 1902 e 1912. Chegou também à segunda fase da Copa da UEFA de 1982-83, perdendo para o Spartak Moscou, da União Soviética à época.
O clube foi declarado falido em 25 de janeiro de 2010, e excluído do futebol profissional, com efeitos imediatos. O Haarlem jogou sua última partida profissional em 22 de janeiro de 2010, sendo derrotado por 3 a 0 pelo Excelsior.

## Títulos
- Campeonato Holandês de Futebol: 1: 1945-46
- Copa KNVB: 2: 1901-02, 1911-1912
- Eerste Divisie: 3: 1971-72, 1975-76, 1980-81
- Tweede Divisie: 3: 1960-61, 1962-63, 1966-67